# Javasolfågel
Javasolfågel (Aethopyga mystacalis) är en fågel i familjen solfåglar inom ordningen tättingar.

## Utseende och läte
Javasolfågeln är en medelstor fågel. Båda könen är mycket lika karmosinsolfågeln, men javasolfågeln urskiljer sig genom vitt på buk och kroppssidor. Hona javasolfågel kan också förväxlas med både vitsidig solfågel och Leptocoma-solfåglarna, men har mer vitt även jämfört med dessa arter. Sången består av en insektsliknande serie med torra "chit". Även sparvlika "chiweet" kan höras.

## Utbredning och systematik
Fågeln förekommer enbart på Java. Den behandlas som monotypisk, det vill säga att den inte delas in i några underarter.

## Levnadssätt
Javasolfågeln hittas i skog och skogsbryn i förberg, mer sällsynt i högre bergstrakter och mer låglänta miljöer. Den födosöker aktivt i par, blandade flockar eller enstaka.

## Status och hot
Arten har ett stort utbredningsområde, men tros minska i antal, dock inte tillräckligt kraftigt för att den ska betraktas som hotad. Internationella naturvårdsunionen IUCN listar arten som livskraftig (LC).